# وندی فیلیپس
وندی فیلیپس (انگلیسی: Wendy Phillips؛ زادهٔ ۲ ژانویهٔ ۱۹۵۲) یک هنرپیشه اهل ایالات متحده آمریکا است. وی از سال ۱۹۷۵ میلادی تاکنون مشغول فعالیت بوده‌است.
از فیلم‌های معروف او می‌توان به فیلم گریز نیمه‌شب و جادوگر اشاره کرد.